# Gastromancia
Gastromancia era una especie de adivinación que se practicaba encendiendo muchas candelas que se ponían detrás de algunos vasos llenos de agua.
El que pretendía valerse de esta adivinación hacía observar la superficie de estos vasos por un niño o una mujer joven que estuviese en cinta. Estos daban las contestaciones según lo que creían observar dentro del vaso por medio de la refracción de la luz.